# Deer Creek Township (Missouri)
Deer Creek Township est un township du comté de Bates dans le Missouri, aux États-Unis,. En 2000, le township comptait une population de 2 162 habitants.

## Source de la traduction
- (en) Cet article est partiellement ou en totalité issu de l’article de Wikipédia en anglais intitulé « Deer Creek Township, Bates County, Missouri » (voir la liste des auteurs).